# MENA

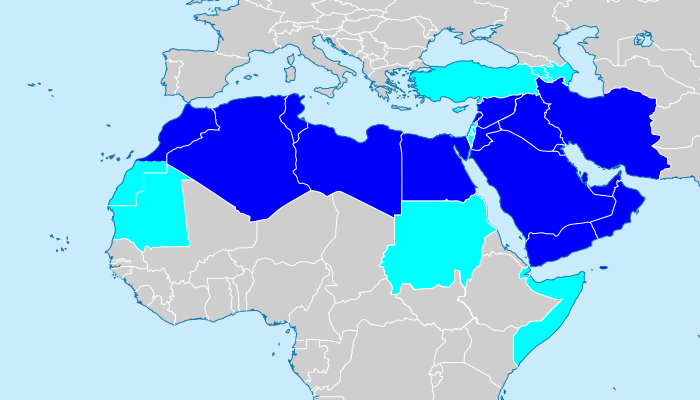
通常情况下被视为MENA一部分的国家.
个别情况下被视为MENA一部分的国家

MENA是一个英语首字母略缩词，指中东以及北非（英語：Middle East and North Africa）。MENA涵盖了一个相当面积广阔的区域，从摩洛哥一直至伊朗，包括所有的中东、馬什里克以及馬格里布国家。MENA有时候亦会被视作“大中东地区”的同义词。
该区域人口大概有三亿八千万人，占世界人口比例6%。
MENA一词在英文中主要用于学术、军事、灾难救援以及商务写作当中。

## 争议
由于MENA一词在地理上带有相当大的模糊性，以及"Middle East"（中东）一词体现了一定程度的欧洲中心主义现象，一些人更加倾向使用“阿拉伯世界”，或者WANA（West Asia and North Africa——西亚北非区） 或者另外一个比较少用的词"NAWA"(North Africa and West Asia——北非西亚区）.

## 国家列表
对于MENA究竟意指那些国家，目前并无标准化的定义。不同的组织对MENA所涵括的国家都有不同的定义。以下是通常情况下被认为是MENA的国家以及地区列表。
- 阿尔及利亚
- 巴林
- 埃及
- 伊朗
- 伊拉克
- 以色列
- 约旦
- 科威特
- 黎巴嫩
- 利比亞
- 摩洛哥
- 阿曼
- 巴勒斯坦
- 沙烏地阿拉伯
- 苏丹
- 叙利亚
- 突尼西亞
- 阿联酋
- 葉門

以下国家在一些更宽松定义的情况下，有时亦会被视为MENA的一部分。

- 阿富汗
- 亞美尼亞
- 賽普勒斯
- 毛里塔尼亚
- 尼日尔
- 巴基斯坦
- 撒拉威阿拉伯民主共和國 (争议)
- 南蘇丹
- 土耳其

## 经济
中东北非（MENA）地带拥有丰富的石油及天然气储量，使其成为保持全球经济稳定的关键因素之一。根据《油气杂志》（2009年1月版），中东北非（MENA）拥有全球60%的石油储备(810.98十億桶（128.936立方）)以及45%的天然气储备( 2,868,886 × 109立方英尺（81,237.8立方） )。
直至2011年，欧佩克组织12个国家内，有8个属于中东北非（MENA）区域。

## 宗教
伊斯兰教是该区域的最主要宗教。91.2%的人口是穆斯林。中东北非（MENA）所包含的20个国家或地区拥有着三亿一千五百万的穆斯林，约占全球穆斯林人口的23%。
严格定义下的中东北非（MENA）国家中，就只有以色列一国非穆斯林国家，而在宽广定义情况下，则有格鲁吉亚、亚美尼亚、塞浦路斯以及厄立特里亚为例外。

## 地区不稳定因素
由于该地丰富的石油、天然气资源，加之处于亚欧非三大洲交界的关键战略地位，中东北非（MENA）自奥斯曼帝国时期开始就一直充斥着诸多冲突。其中有以色列的建国问题，恐怖主义崛起，以巴冲突，伊朗——沙特阿拉伯之间的代理人战争、柏柏尔人与阿拉伯人之间的冲突。21世纪以来，该区域的冲突到达了其历史的最高点——当中包括2003年美军入侵伊拉克、伊斯兰国崛起、阿拉伯之春带来的叙利亚内战、伊拉克内战（2014年至今）、利比亚内战以及也门内战（2015年至今）。